# Theo ten Have
Theo Cornelis ten Have (Lochem, 24 januari 1958) is een Nederlandse schilder, beeldhouwer en tekenaar.

## Leven en werk
Ten Have werd van 1976 tot 1981 opgeleid aan de Academie van Beeldende Kunsten en Technische Wetenschappen in Rotterdam. Hij kreeg in 1982 een stipendium van de Rotterdamse Kunststichting en bezocht in 1983, met een Italiaanse studiebeurs de gerenommeerde Accademia di Belle Arti di Brera in Milaan. Van 1984 tot 1985 studeerde hij met een Euro Teaching Fellowship van de Rotterdamse kunstacademie aan het Exeter College of Art and Design.
Vroege werken van ten Have verwijzen naar motieven van planten en thema's uit de mythologie; latere werken zijn geïnspireerd door de dans en het landschap. Ten Have is lid van de kunstenaarsvereniging Pulchri Studio in Den Haag.

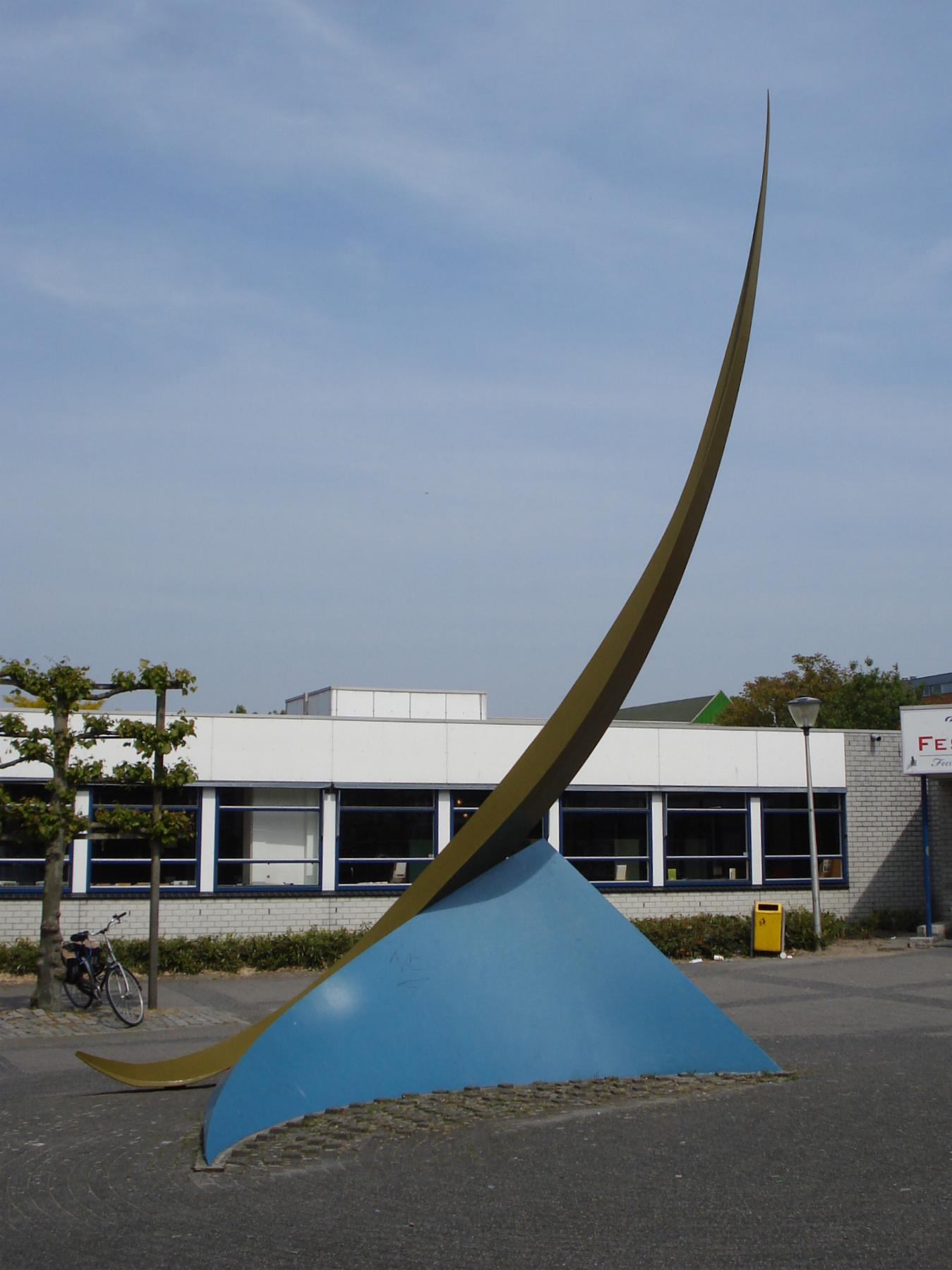
Muze achter de dijk (1989), Zwijndrecht

## Werken in de openbare ruimte (selectie)
- Wandsculptuur Tong der Kennis (1988), Deventer
- De muze achter de dijk (1989), Norderstedtplein, Zwijndrecht
- Movement to the other (1991), Chennai (India)
- Homomonument Den Haag Internationaal (1993) voor de slachtoffers van de Tweede Wereldoorlog, Koningskade, Den Haag
- Prometheus (1994), Alphen aan den Rijn
- Dolfijnendans (2000), Park 't Loo, Voorburg
- Monumentaal kunstwerk (2005), Ketelstraat, Den Haag (met Marijke Gémessy)